# Региональный стандарт
Региональный стандарт — стандарт, принятый региональной организацией по стандартизации.
 Примерами региональных стандартов являются европейские стандарты, обозначаемые индексом (префиксом) EH (EN); стандарты СНГ, обозначаемые индексом (префиксом) ГОСТ.

## Региональные организации

### Межгосударственный совет СНГ(МГС / EASC)
Полное наименование — Межгосударственный совет по стандартизации, метрологии и сертификации (МГС) Содружества Независимых Государств (СНГ) (EuroAsian Interstate Council for Standardization, Metrology and Certification)
МГС является межправительственным органом СНГ по формированию и проведению согласованной политики по стандартизации, метрологии и сертификации.
Рабочим органом МГС является Бюро по стандартам в составе группы экспертов и регионального Информационного центра. При Совете создано 270 межгосударственных технических комитетов по стандартизации.
МГС признан Международной организацией по стандартизации (ISO) — Региональной Организацией по стандартизации как Евро-Азийский Совет по стандартизации, метрологии и сертификации (EASC) (Резолюция Совета ISO 26/1996).

### Европейские организации стандартизации
- CEN (the European Committee for Standardization) — европейский комитет стандартизации широкого спектра товаров, услуг и технологий.
- CENELEC (the European Committee for Electrotechnical Standardization) — европейский комитет стандартизации решений в электротехнике.
- ETSI (European Telecommunications Standards Institute) — европейский институт стандартизации в области телекоммуникаций.

### НАТО
Органы НАТО по стандартизации
- Комитет НАТО по стандартизации (NCS — NATO Committee Standardization)
  - NATO Standardization Staff Group (NSSG)
- Бюро стандартизации НАТО (ONS — Office for NATO Standardization)
- Совет НАТО в области связей по вопросам стандартизации (NSLB — NATO Standartization Liaison Board)
- Организация НАТО по стандартизации (NSO — NATO Standartization Organisation) для мониторинга, внедрения и совершенствования Программы стандартизации НАТО

Виды стандартов
- Публикации AACP — AAP — AASTP — AECTP — AEDP — AEP — AJP — AOP — AQAP — ARMP — ATP — ADatP
- Стандартизационные соглашения (STANAG — Standardization Argeement)

### Другие региональные организации
- COPANT (Pan American Standards Commission) — Панамериканский комитет по стандартам
- Консультативный комитет по стандартизации и качеству стран-членов АСЕАН
- Конгресс по стандартизации стран Тихоокеанского бассейна (PASC)
- Арабская организация по промышленному развитию и горному делу
- Африканская региональная организация по стандартизации